# Владимирово (Берово)
Владимирово (мкд. Владимирово) је насеље у Северној Македонији, у источном делу државе. Владимирово је у саставу општине Берово.

## Географија
Владимирово је смештено у источном делу Северне Македоније. Од најближег града, Берова, насеље је удаљено 8 km западно.
Насеље Владимирово се налази у историјској области Малешево. У области Малешевских планина, на западном ободу Беровског поља. Источно од насеља тече река Брегалница горњим делом свог тока. Надморска висина насеља је приближно 850 метара.
Месна клима је планинска због знатне надморске висине.

## Историја
У месту је између 1868-1878. године радила српска народна школа.

## Становништво
Владимирово је према последњем попису из 2021. године имало 573 становника.
| Национални састав према попису из 2021.‍ | Национални састав према попису из 2021.‍ | Национални састав према попису из 2021.‍ | Национални састав према попису из 2021.‍ | Национални састав према попису из 2021.‍ |
| --------------------------------------- | --------------------------------------- | --------------------------------------- | --------------------------------------- | --------------------------------------- |
|                                         |                                         |                                         |                                         |                                         |
| Македонци                               | Македонци                               |                                         | 552                                     | 96,3%                                   |

Већинска вероисповест месног становништва је православље.